# Agapenor
Agapenor (Oudgrieks: Ἀγαπήνωρ) was een zoon van Ancaea en Ios, een kleinzoon van Lycurgus en woonde in Tegea.
Hij was koning van de Arcadiërs, en ontving zestig schepen van Agamemnon, met welke hij de Arcadiërs naar Troje voer. Hij wordt ook vermeld als een van de vrijers van Helena, die gebonden waren aan een eed gezworen aan Tyndareus zich verplichten Helena terug te halen uit Troje. Op zijn terugkeer van Troje werd hij door een storm op de kust van Cyprus gegooid, waar hij de stad Paphos stichtte en haar beroemde tempel van Aphrodite. Zijn dochter Laodice zou hetzelfde doen in Tegea. Hij komt ook voor in het verhaal van Harmonia.
Toen hij nog in Tegea woonde, ontmoetten Agenor en Pronous, de zonen van Phegeus, de zonen van Alcmaeon, die hen doodden uit wraak voor de moord op hun vader.
Het verhaal van de migratie van Arcadië naar Cyprus door zowel Agapenor als Laodice heeft mogelijk een historische grond: het zogenaamde "braadspit van Opheltas" (ca. 1050/1000 v.Chr.) dat in het Arcado-Cyprisch met behulp van het Cypro-Syllabische schrift de Griekse naam Opheltas weergeeft, is een vroeg bewijs van een gemeenschappelijke herkomst van de Arcadische en Cyprische dialecten.